# Loca (Dana International)
Loca è un singolo della cantante israeliana Dana International, pubblicato il 7 giugno 2013.